# 萨卢姆河三角洲
萨卢姆河三角洲（法語：Saloum Delta / Le delta du Saloum）是塞内加尔的萨卢姆河入海口处（北大西洋）的一大三角洲。该三角洲是由萨卢姆河、争伯河、班扎拉河的三河支流而形成了面積50万ha（5000km²）的三角洲。该地区也可以称为非洲西部可以屈指的野鳥繁殖地，该地区也是被联合国湿地公约记录了萨卢姆三角洲国家公园是生物圈保護区。それと同時に、数千年来，居住在当地捕鱼采集的人都捞出了巨大的貝塚群而形成了独特的地域文化景观。在2011年，该三角洲已经被联合国教科文组织列入为世界遺產清单的文化遺產项目里。